# Piràmide de Zawyet al-Maiyitin
La Piràmide de Zawyet al-Maiyitin, de Zawyet al-Amwat, de Zawiyet Sultan o Piràmide d'Hebenu (antic nom egipci del poble on es troba), és una piràmide esglaonada a uns 120 km al sud del gran oasi del Faium i a uns 8,5 km al sud de la ciutat d'Al-Minyâ, a la riba oriental del Nil.

## Història
Juntament amb altres piràmides situades al sud d'Egipte, anomenades piràmides provincials, com les d'Elefantina, Ombos, Edfu, Hieracòmpolis, Abidos i Seila, és lluny de les grans piràmides i ha estat poc estudiada. El 1911, l'examinà l'egiptòleg francés Raymond Weill, i el 1962 l'arqueòleg francés Jean-Philippe Lauer.
Segons la majoria d'egiptòlegs, com ara Günter Dreyer i Werner Kaiser, la seua construcció va ser ordenada pel darrer faraó de la Dinastia III, Huni, igual que les d'Edfu, Elefantina, Sinki, Naqada i el Kula. Uns altres, però, com ara Radwan Ali, opinen que la va construir Djoser. John Baines i Jaromír Málek opinen que és una piràmide no faraònica, encara que se suposa de la Dinastia III.(2) L'arqueòleg Aidan Dodson atribueix n'atribueix la construcció a Snefru, el primer faraó de la Dinastia IV, tot basant-se en les similituds amb la piràmide de Seila.

## Característiques
- Situació: 28° 2′ 45″ N, 30° 49′ 43″ E / 28.04583°N,30.82861°E 28° 2′ 45″ N, 30° 49′ 43″ E / 28.04583°N,30.82861°E / 28.04583, 30.82861
- Base: 22,40 m.[4]
- Altura original: 17 m.
- Altura actual: 4,75 m.
- Pendent: 80°.
- Graderies: 3.

La piràmide, les ruïnes de la qual a penes arriben al metre i mig d'alçada, tenia en origen tres o tal vegada quatre altures, i la van construir amb blocs de pedra calcària units amb morter de fang, arena i calç; la seua orientació és paral·lela al curs del riu, 20° NO.
És l'única piràmide situada a la riba dreta del Nil (a l'est), un dels arguments, juntament amb el fet de mancar de cambra funerària, pels quals la majoria d'egiptòlegs pensen que no és una tomba sinó un monument que simbolitza les doctrines solars de la Dinastia III, com uns altres cenotafis erigits en aquest període.(1)